# 工程支援
形態管理大部分時間被利用來處理大型、複雜、持續長期壽命(超過10年)、並且牽涉眾多人員的系統。工程支援(Engineering Support)的主要議題則是為了協調參與人員，並提供每一位工程師一個環境(也稱為工作空間)，使其能夠在工作期間內獨立作業。前者歸類為團隊工作支援，而後者通常稱為工作空間支援。

## 團隊工作支援
許多並行的工作空間可能包含、或變更相同的物件(檔案)，因而引進團隊工作支援(Cooperative work support)；所以，有必要同步化這些物件、並且管制並行的工作。由於活動可能持續一段長久的期間(意味著檔案將被鎖住太久，而發生嚴重的鎖死現象)，解決這類問題也很重要。合併規則系統可利用來同步化物件。